# Tomopterus grossefoveolatus
Tomopterus grossefoveolatus är en skalbaggsart som beskrevs av Dmytro Zajciw 1964. Tomopterus grossefoveolatus ingår i släktet Tomopterus och familjen långhorningar.
Artens utbredningsområde är Panama. Inga underarter finns listade i Catalogue of Life.